# Jony Rahal
Jony Rahal Khouri (Caracas, 29 de septiembre de 1974) es un político y abogado venezolano de ascendencia libanesa. Fue diputado de la Asamblea Nacional de Venezuela, además de haber sido presidente de la Comisión Permanente de Poder Popular y Medios de Comunicación en 2018.

## Biografía

### Familia y estudios
Descendiente de padres libaneses cristianos, Jony Rahal vivió su niñez y adolescencia en Caracas. A los 21 años egresó de la Universidad Santa María, donde obtuvo el título de abogado en 1996. Al año siguiente realiza estudios de posgrado en Derecho Procesal Civil en la Universidad Santa María.

### Carrera política
En 1996 se establece en Porlamar, Isla de Margarita, estado Nueva Esparta, donde en 2001 incursiona en la política y se acerca a Primero Justicia, organización política donde es nombrado Secretario de Justicia en la Calle en el municipio Mariño.
Posteriormente, asume la Secretaría de Organización de ese municipio. Luego es designado coordinador del municipio Mariño.
En 2004 compite como candidato a alcalde en el municipio Mariño. Ese mismo año es nombrado Secretario de Organización Regional de Primero Justicia e ingresa al Comité Nacional del Partido.  
En el año 2006 aceptó el nombramiento con que lo distinguiese el entonces gobernador del estado Nueva Esparta, Morel Rodríguez Ávila, quien le encomienda la Presidencia del Fondo de Crédito para el Fomento y Desarrollo de la Artesanía, Pequeña y Mediana Industria del Estado Nueva Esparta (Fodapemine).
En 2008 fue postulado por la Unidad Democrática como legislador de Nueva Esparta por el circuito de Mariño, consiguiendo el triunfo electoral. Desde entonces forma parte de la Junta Directiva Nacional de Primero Justicia. 
En 2009, es electo por la base de Primero Justicia como su Coordinador Regional.
El 17 de mayo de 2015, obtuvo el triunfo en las primarias de la Mesa de Unidad Democrática (MUD), donde ganó el derecho de ser el candidato de la alternativa democrática a la Asamblea Nacional por el circuito 2 de Nueva Esparta, que abarca los municipios Arismendi, García, Maneiro y Mariño.
En esos comicios, en los que contó con el apoyo de 19 organizaciones políticas, fue el abanderado que obtuvo, proporcionalmente, el mayor número de votos en todo el país.

### Diputado

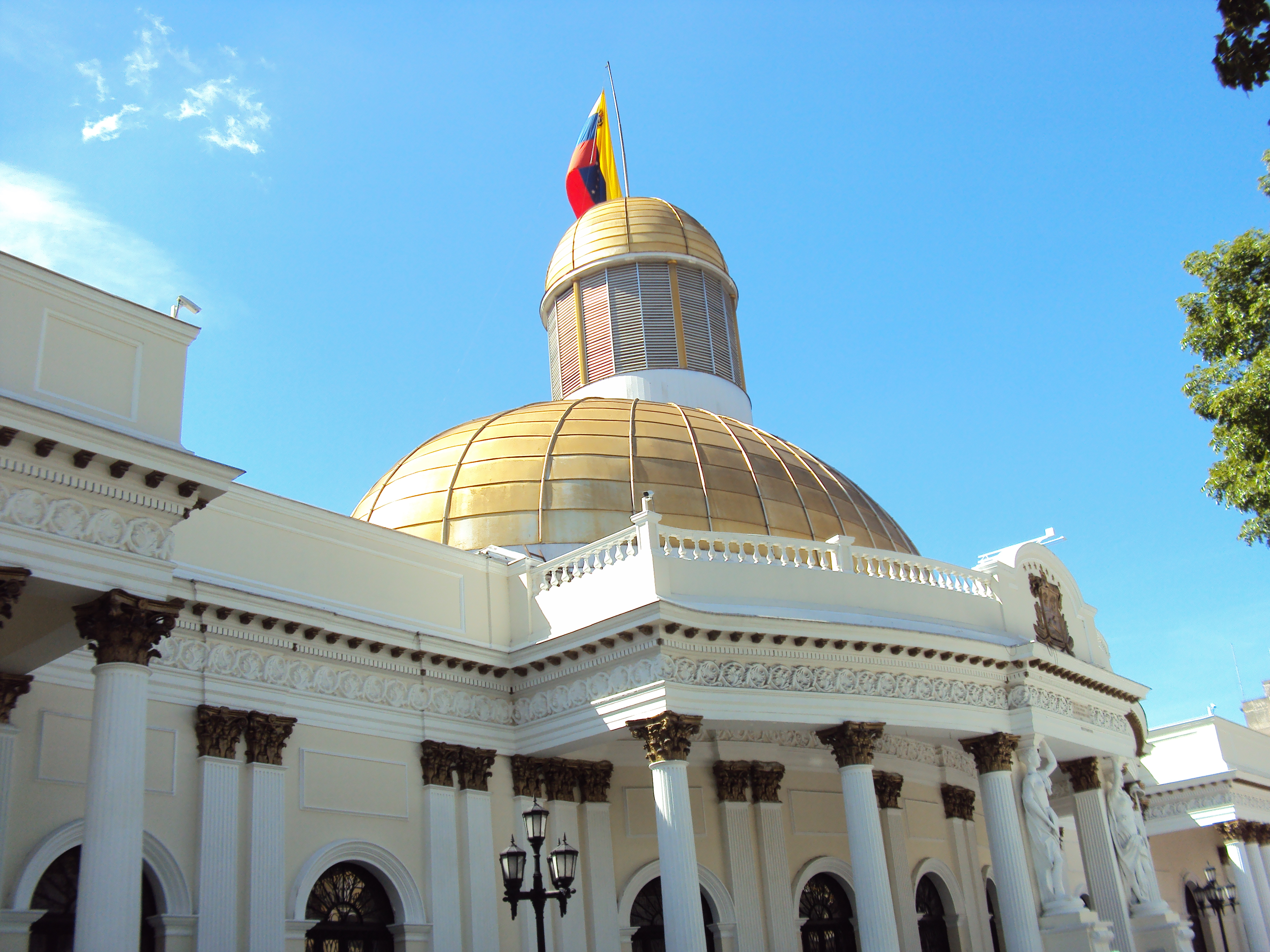
Jony Rahal tomó el cargo de diputado en la Asamblea Nacional de Venezuela el 5 de enero de 2016.

El 3 de marzo de 2015, Primero Justicia anunció que solo llevaría para las primarias en Nueva Esparta a Jony Rahal. Concretamente, Rahal participó en las elecciones internas de la Mesa de la Unidad Democrática en el circuito 2, que comprende los municipios Arismendi, García, Maneiro y Mariño.
En las primarias, Rahal contó con el respaldo de 19 organizaciones políticas. Compitió contra Morel Rodríguez Rojas y Luis Tarbay. El 17 de mayo de 2015, Rahal obtuvo 23.761 votos (76,56%) y el segundo lugar fue para Morel Rodríguez Rojas quien contó con 3.820 votos5.  
Una vez conocido el resultado, todos los factores que integran la MUD acordaron apoyar la candidatura de Rahal, cuyo contrincante en las elecciones parlamentarias fue Alí Romero, militante del Movimiento Tupamaro.
El 6 de diciembre de 2015 en las Elecciones parlamentarias, Johy Rahal obtuvo 36.260 votos (66,76%) y el 5 de enero de 2016 tomó el cargo de diputado en la Asamblea Nacional de Venezuela. También fue elegido como vicepresidente de la Comisión de Servicios Públicos de la Asamblea Nacional.
Se exilió por razones políticas.